# Raba z Mszanką
Raba z Mszanką este o arie protejată (sit de importanță comunitară — SCI) din Polonia întinsă pe o suprafață de 249,27 ha, integral pe uscat.

## Localizare
Centrul sitului Raba z Mszanką este situat la coordonatele 49°44′08″N 19°58′47″E / 49.7356°N 19.9796°E.

## Înființare
Situl Raba z Mszanką a fost declarat sit de importanță comunitară în octombrie 2009 pentru a proteja 1 specie de animale.

## Biodiversitate
Situată în ecoregiunea alpină, aria protejată conține 4 habitate naturale: Râuri de munte și vegetația erbacee de pe malurile acestora, Râuri de munte și vegetația lor lemnoasă cu Salix elaeagnos, Cursuri de apă de la nivel de câmpie la nivel montan, cu vegetație Ranunculion fluitantis și Callitricho-Batrachion, Păduri aluvionare cu Alnus glutinosa și Fraxinus excelsior (Alno-Padion, Alnion incanae, Salicion albae).
La baza desemnării sitului se află o specie protejată de  pești: Barbus carpathicus.